# 劉攻芸
劉 攻芸（りゅう こううん）は、中華民国の政治家。旧名は駟業。

## 事跡
私立上海聖ヨハネ大学附属中学を卒業。1919年（民国8年）、アメリカに留学し、ペンシルベニア大学ウォートン・スクールに入学する。1922年（民国11年）、商学士の学位を取得した。続いてノースウェスタン大学に入学し、同時に銀行でも勤務している。1924年（民国13年）、やはり商学士の学位を取得した後に渡英し、ロンドン・スクール・オブ・エコノミクスに入学、ここでも銀行勤務を継続した。
1927年（民国16年）に博士学位を取得して帰国し、国立清華大学で経済学の講師となる。翌年、国立中央大学に転じ、銀行学を教授した。1929年（民国18年）、中国銀行総経理の張公権（張嘉璈）に招聘され、同行の業務に携わる。1935年（民国24年）8月、中央信託局局長に任ぜられ、数か月後に国民政府鉄道部財務委員会に異動した。1940年（民国29年）、四行聯合総弁事処秘書長となる。1945年（民国34年）5月、中国国民党第6期中央執行委員候補に選出された。
戦後に劉攻芸は中央信託局局長に復帰し、蘇浙皖区敵偽産業処理局局長も兼ねた。1947年（民国36年）3月、中央銀行総裁に昇進し、1949年（民国38年）1月には同行総裁となった。同年3月、徐堪の後任として財政部長に任ぜられる。しかし、すでに国共内戦の趨勢が定まっていた上に、4月には南京も陥落してしまったため、劉は財政における指導力をほとんど発揮できなかった。国民政府の貯蔵していた黄金を台湾に輸送する任務に従事した後、6月に辞任した（徐が後任として復帰）。
その後、劉攻芸は香港へ逃れ、1950年春にはシンガポールでシンガポール華僑銀行顧問、華僑保険公司董事経理などを歴任した。
1973年8月8日、シンガポールにて病没。享年74（満73歳）。